# جان هسل تیلتمن
جان هسل تیلتمن (انگلیسی: John Tiltman; ۲۵ مهٔ ۱۸۹۴ – ۱۰ اوت ۱۹۸۲) فرد نظامی اهل بریتانیا بود. وی همچنین برندهٔ جوایزی همچون صلیب نظامی شده‌است.